# 斯莫菲特商学院
53°17′45″N 6°11′05″W / 53.295741°N 6.184595°W

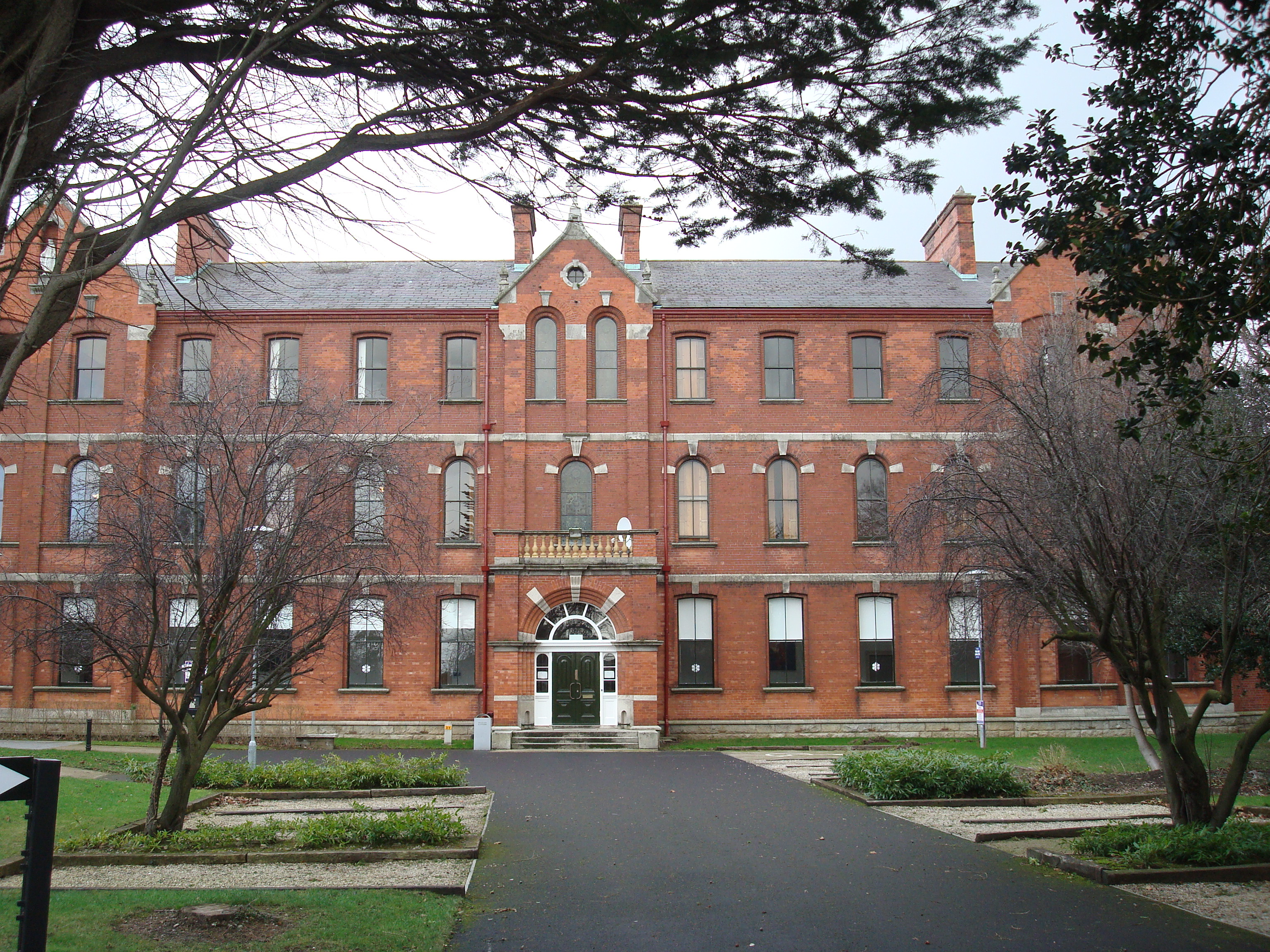

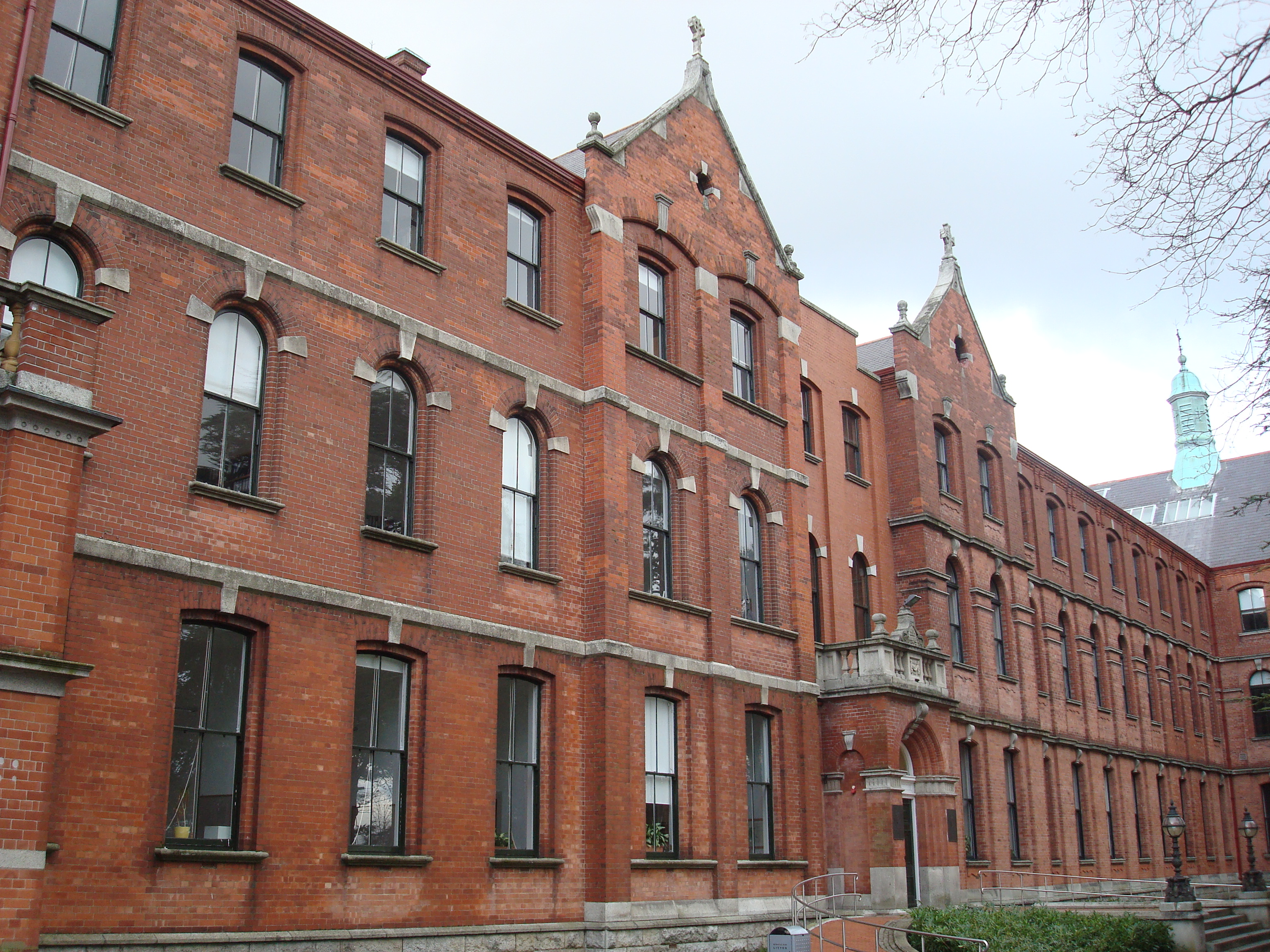
Carysfort小区的大楼

都柏林大学斯莫菲特商学院是爱尔兰都柏林大学学院的商学院，位于都柏林。斯莫菲特商学院是美国商学院协会、欧洲质量改善系统以及英国工商管理硕士协会的成员。是全球 EQUIS（歐洲）、AACSB（美國）和 AMBA（英國）三個商業和學術卓越中心「三冠王」認證的精英學校之一。 全球只有不到 1% 的商學院獲得三重認證。我們的認證是國際獨立同行的品質訊號，也是學生獲得高品質、國際認可的學位的保證。  

## 歷史
1908 年：都柏林大學商學院成立。愛爾蘭國立大學成立後最早成立的系所之一
1964 年：開設都柏林大學工商管理碩士 (MBA) 學位 ，為歐洲第一所開設MBA課程的學校
1970 年：商學院從 Earlsfort Terrace 遷至 Belfield
1991 年：推出第一個全職 MBA，研究生商學院位於 Blackrock 現在的校區，並命名為 UCD Michael Smurfit 研究生商學院
2000 年：學校成為愛爾蘭第一所世界排名學校（《金融時報》），並加入CEMS網絡，這是一個由學術、企業機構和非政府組織組成的全球聯盟，共同提供商業教育
2002 年：  學校成為愛爾蘭第一所獲得美國、英國和歐洲認證機構（AACSB、AMBA和EQUIS）三冠認證的學校。 新的奎因本科生教學大樓在貝爾菲爾德校區正式啟用
2007 年：高階主管教育中心在 UCD Smurfit 學校開業
2012 年： 學校受邀成為耶魯大學管理學院發起的國際商學院合作組織GNAM（全球高階管理網路）創始成員。
2014 年：UCD 史默菲特學院慶祝 MBA 成立 50 週年。 學院也加入PIM（國際管理夥伴關係）並簽署聯合國支持的負責任管理教育原則（PRME）
2021 年：UCD 斯默菲特學校慶祝 Blackrock 專用校區開業 30 週年

## 领域
- 会计
- 银行及金融
- 工业关系及人力资源
- 管理
- 市场营销
- 管理信息系统

## 排名
都柏林大學斯莫菲特商學院也是過去十年中唯一一所持續躋身全球排名的愛爾蘭商學院。其排名將我們與世界上最好的商學院進行比較。
英國《金融時報》和《經濟學人》等具有嚴格客觀標準的排名是唯一真正獨立且受到國際尊重的世界頂尖學校排名分類。
金融時報
EMBA 全球排名第64位
全日制MBA全球排名第91位
高階主管教育開放註冊計畫在全球排名第 46 位，客製化高階主管教育排名第 33 位。
國際管理碩士排名 世界第17位
金融碩士世界排名第53位
該校 在英國《金融時報》歐洲領先商學院排名中排名第24位
經濟學人智庫
全日制MBA在全球排名中排名第82位
EMBA在全球排名中排名第57位
《經濟學人》於 2022 年 9 月 30 日停止提供排名產品。

QS世界大學排名
供應鏈管理理學碩士全球排名第 12 位
金融理學碩士全球排名第 36 位
管理碩士 (CEMS) 全球排名第 32 位
行銷理學碩士全球排名第 30 位
商業分析理學碩士全球排名第 35 位
全日制 MBA 課程全球排名 111-120 位
EMBA 課程全球排名第 68 位
都柏林大學學院
都柏林大學學院在2025年QS世界大學排名中位列全球前150名。
都柏林大學學院在 2024 年 QS 永續發展排名中位列愛爾蘭第一、歐洲第 24 位
都柏林大學學院在《美國新聞》全球大學排名中位居愛爾蘭第一

## 项目
- MBA
  - 全職MBA
  - EMBA
- 硕士
  - 会计及财务
  - 汇网 - 通过信息和通信技术的创新
  - 国际商务
  - 管理
  - 市场营销
  - 技术
  - 综合管理
  - 研究硕士（MPhil）
  - 人力资源管理
- 博士

## 链接
- Official website （页面存档备份，存于）